# Extrañeza (física)
En la física de partículas, extrañeza (a veces extrañez), denotada como {\displaystyle S} (inicial de la palabra inglesa Strangeness), es la propiedad de las partículas, expresada como un número cuántico para describir la descomposición de las partículas en reacciones fuertes y electromagnética que ocurren en un corto período. La extrañeza de las partículas está definida como:
{\displaystyle S=n_{\overline {s}}-n_{s}} donde {\displaystyle n_{\overline {s}}} representa el número de antiquarks extraño ({\displaystyle {\overline {s}}}) y {\displaystyle n_{s}\ } representa el número de quarks extraño.
El uso del término  "extraño" o "extrañeza" es anterior al descubrimiento de los quarks y fue adoptado después de su descubrimiento para preservar la continuidad de la frase; la extrañeza de las antipartículas está referida a +1 y las partículas a -1 tal como fue la definición original. Para todos los números cuánticos de sabor de quarks (extrañeza, encantado, cima, fondo) la convención es que la carga de sabor y la carga eléctrica de un quark tienen el mismo signo. Con eso, cualquier sabor llevado por un mesón cargado tiene el mismo signo y así la carga.

## Conservación de la extrañeza
La extrañeza fue introducida por Murray Gell-Mann y Kazuhiko Nishijima, originalmente para explicar el hecho de que ciertas partículas, como el kaón o el hiperón fueran creadas fácilmente en colisiones de partículas, y degradadas aún más lentamente de lo esperado para sus grandes masas y producciones de sección eficaz. Al notar que las colisiones parecían siempre producir pares de estas partículas, se postuló que una nueva cualidad conservada, apodada "extrañeza", se preservaba durante esta creación pero no se conservaba en su decaimiento.
En nuestro moderno entendimiento, la extrañeza se conserva durante las interacciones fuertes y electromagnéticas, pero no durante las interacciones débiles. Eso significa que si el hamiltoniano que describe adecuadamente sólo las interacciones débiles y el operador extrañeza satisfacen:

(1){\displaystyle [{\hat {H}}_{w},{\hat {S}}]\neq 0}

Pero en cambio para interaccione electromagnéticas y fuertes tenemos:

(2){\displaystyle [{\hat {H}}_{em},{\hat {S}}]=[{\hat {H}}_{f},{\hat {S}}]=0}

Consecuentemente las partículas más livianas que contienen un quark extraño no pueden decaer por la interacción fuerte y en cambio deben decaer mediante la interacción débil, más lenta. En la mayoría de los casos estos decaimientos cambian el valor de la extrañeza en una unidad. Sin embargo, esto no necesariamente se mantiene en reacciones débiles de segundo orden, donde hay mezclas de mesones {\displaystyle {K}^{0}\ } y {\displaystyle {\overline {K}}^{0}}.